# Воймировський Щебзавод
Воймировський Щебзавод (рос. Воймировский Щебзавод) — присілок в Думіницькому районі Калузької області Російської Федерації.
Населення становить 19 осіб. Входить до складу муніципального утворення Село Которь.

## Історія
Від 2004 року входить до складу муніципального утворення Село Которь.

## Населення
| 2002 | 2010 | 2012 |
| ---- | ---- | ---- |
| 26   | ↘18  | ↗19  |